# Venta Micena
Venta Micena es una localidad y pedanía española perteneciente al municipio de Orce, en la provincia de Granada, comunidad autónoma de Andalucía. Está situada en la parte suroriental de la comarca de Huéscar. A 8 kilómetros del límite con la provincia de Almería, cerca de esta localidad se encuentran los núcleos de Fuente Nueva y Cañadas de Cañepla.
En el yacimiento de Venta Micena, descubierto por Josep Gibert y otros miembros del Institut Paleontógic Miquel Crusafont de Sabadell en el año 1976, se encontraron los restos del llamado Hombre de Orce que, según sus descubridores, es una de las evidencias más antiguas de presencia humana en Eurasia, pero cuya naturaleza homínida es rechazada por otros investigadores.

## Demografía
Según el Instituto Nacional de Estadística de España, en el año 2023 Venta Micena contaba con 25 habitantes censados.